# Sármellék
Sármellék là một thị trấn thuộc hạt Zala, Hungary. Thị trấn này có diện tích 35,37 km², dân số năm 2010 là 1891 người, mật độ 53 người/km².